# Rumenka
Rumenka (izvirno srbsko Руменка) je naselje v Srbiji, ki upravno spada pod Občino Novi Sad; slednja pa je del Južnobačkega upravnega okraja.

## Demografija
V naselju živi 4529 polnoletnih prebivalcev, pri čemer je njihova povprečna starost 37,1 let (36,0 pri moških in 38,2 pri ženskah). Naselje ima 1794 gospodinjstev, pri čemer je povprečno število članov na gospodinjstvo 3,19.
To naselje je, glede na rezultate popisa iz leta 2002, v glavnem srbsko, a v času zadnjih 3 popisov je opazen porast števila prebivalcev.
|  |

| Demografija | Demografija     | Demografija     |
| Leto        | Št. prebivalcev | Št. prebivalcev |
| ----------- | --------------- | --------------- |
|             |                 |                 |
|             |                 |                 |
|             |                 |                 |
|             |                 |                 |
| 1948        | 1951            |                 |
| 1953        | 2028            |                 |
| 1961        | 2546            |                 |
| 1971        | 2906            |                 |
| 1981        | 3629            |                 |
| 1991        | 4361            | 4299            |
| 2002        | 5814            | 5729            |
|             |                 |                 |

| Etnična sestava po popisu iz leta 2002 | Etnična sestava po popisu iz leta 2002 | Etnična sestava po popisu iz leta 2002 | Etnična sestava po popisu iz leta 2002 | Etnična sestava po popisu iz leta 2002 |
| -------------------------------------- | -------------------------------------- | -------------------------------------- | -------------------------------------- | -------------------------------------- |
| Srbi                                   | Srbi                                   |                                        | 4.302                                  | 75,09%                                 |
| Madžari                                | Madžari                                |                                        | 747                                    | 13,03%                                 |
| Jugoslovani                            | Jugoslovani                            |                                        | 139                                    | 2,42%                                  |
| Hrvati                                 | Hrvati                                 |                                        | 111                                    | 1,93%                                  |
| Slovaki                                | Slovaki                                |                                        | 67                                     | 1,16%                                  |
| Črnogorci                              | Črnogorci                              |                                        | 44                                     | 0,76%                                  |
| Rusini                                 | Rusini                                 |                                        | 40                                     | 0,69%                                  |
| Ukrajinci                              | Ukrajinci                              |                                        | 32                                     | 0,55%                                  |
| Muslimani                              | Muslimani                              |                                        | 16                                     | 0,27%                                  |
| Nemci                                  | Nemci                                  |                                        | 10                                     | 0,17%                                  |
| Romuni                                 | Romuni                                 |                                        | 7                                      | 0,12%                                  |
| Romi                                   | Romi                                   |                                        | 7                                      | 0,12%                                  |
| Makedonci                              | Makedonci                              |                                        | 7                                      | 0,12%                                  |
| Slovenci                               | Slovenci                               |                                        | 3                                      | 0,05%                                  |
| Albanci                                | Albanci                                |                                        | 3                                      | 0,05%                                  |
| Bolgari                                | Bolgari                                |                                        | 1                                      | 0,01%                                  |
| Neznano                                | Neznano                                |                                        | 18                                     | 0,31%                                  |